# Backbone.js
Backbone.js és un entorn de treball per a aplicacions web en JavaScript de codi lliure amb interfície RESTful JSON. Backbone està basat en Model-vista-presentador (MVP) i és conegut per la seva senzillesa, ja que només depèn de la llibreria JavaScript, Underscore.js, i jQuery. Està dissenyat per a desenvolupar aplicacions de pàgina única, i per a mantenir sincronitzades diverses parts d'una aplicació web. Backbone va ser creat per Jeremy Ashkenas, qui també és conegut per CoffeScript i Underscore.js.

## Característiques
- Backbone és una biblioteca de codi lliure que conté més de 100 extensions disponibles.
- Permet crear aplicacions web del costat de client o aplicacions mòbils d'una forma organitzada i ben estructurada.
- BackboneJS és una biblioteca simple (7.5 KB en producció i 72 KB en desenvolupament) que permet separar la lògica d'usuari de la lògica del negoci.
- BackboneJS té un lligam o dependència suau amb jQuery i un lligam fort amb Underscore.js
- Proveeix diversos blocs funcionals tals com: models, vistes, events, routers i col·leccions amb l'objectiu de construir aplicacions web del costat de client.